# Dlouhá Loučka (Olomouci járás)
Dlouhá Loučka település Csehországban, az Olomouci járásban. Dlouhá Loučka Paseka, Uničov, Šumvald, Újezd, Horní Město, Tvrdkov és Jiříkov településekkel határos. Lakosainak száma 1991 fő (2024. január 1.).

## Népesség
A település lakosságának változását az alábbi diagram mutatja:
| Lakosok száma | 3055 | 3126 | 2975 | 2129 | 2031 | 1876 | 1927 | 1971 | 1963 | 1991 |
|               | 1869 | 1890 | 1921 | 1950 | 1980 | 2001 | 2017 | 2019 | 2022 | 2024 |